# Clădirea fostei școli feroviare (Ocnița)
Clădirea fostei școli feroviare este o clădire amplasată în Ocnița, Republica Moldova. Este un monument arhitectural de importanță națională inclus în Registrul monumentelor Republicii Moldova ocrotite de stat cu nr. 1655 (raionul Ocnița). Datează din 1905.